# Gießener Decke

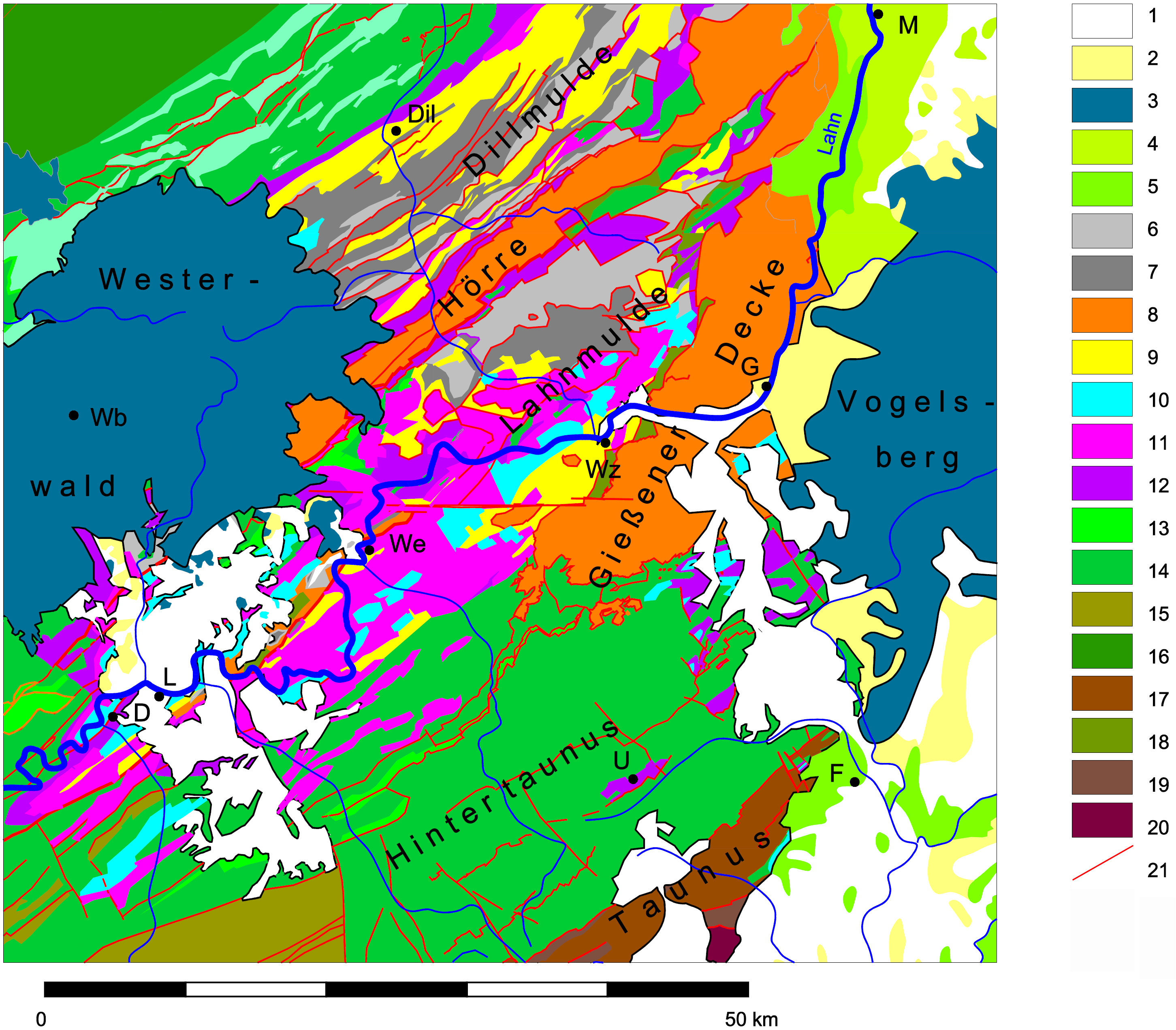
Die Gießener Decke in der geologischen Karte des südöstlichen Rheinischen Schiefergebirges

Die Gießener Decke ist eine geologische Einheit des südöstlichen Rheinischen Schiefergebirges. Sie stellt aufgrund ihrer Gesteinsabfolge einen Fremdkörper unter den umgebenden geologischen Einheiten dar und ist während der variskischen Gebirgsbildung durch weiträumige Überschiebung als tektonische Decke an ihre heutige Position gelangt. Gleichartige Gesteinseinheiten sind unter anderem im südlichen Kellerwald und im Harz sowie in Tschechien aufgeschlossen. Diese geologischen Einheiten sind die sonst in Mitteleuropa nur selten erhaltenen Reste der an der variskischen Kontinentkollision im Karbon beteiligten oberen Mikro- oder Kontinentalplatte und stellen somit ein wichtiges Zeugnis der gebirgsbildenden Prozesse dar.

## Lage
Das geschlossene Verbreitungsgebiet der Gießener Decke ist etwa 300 km2 groß und erstreckt sich am Westfuß des Vogelsbergs über etwa 40 km von Braunfels über Wetzlar und Gießen fast bis Marburg. Ihr Nordteil wird im Osten von der Lahn begleitet, ehe diese die Gießener Decke zwischen Gießen und Wetzlar quert und nach Westen dem Rhein zufließt.

## Gesteine und Schichtenfolge
Der Gesteinsinhalt der Gießener Decke setzt sich zusammen aus gering mächtigen Ton-, Kiesel- und Alaunschiefern des Unter- und Mitteldevons und Grauwacken des Oberdevons und Unterkarbons. Vor allem die Grauwacken des Oberdevons stehen in deutlichem Gegensatz zu den Ton- und Kalksteinen, die zur gleichen Zeit in den unmittelbar unter der Gießener Decke liegenden geologischen Einheiten abgelagert wurden. Dieser Befund gab den ersten Anlass, die Einheit der Gießener Grauwacken als ortsfremden Gesteinskörper einzustufen. An einigen Stellen sind an der Basis der Gießener Decke tektonische Schuppen aus Basalten erhalten, die aufgrund ihrer chemischen Zusammensetzung als MOR-Basalte angesehen werden.

## Struktur
Die Basisüberschiebung des Deckenkörpers ist durch das Vorkommen von stark beanspruchten Kataklasiten und unter relativ niedrigen Temperaturen entstandenen Myloniten gekennzeichnet. Sie liegt heute annähernd horizontal, ist lokal jedoch durch spätere Faltungs- und Überschiebungsvorgänge verformt. Durch Erosion wurden randlich liegende Gesteinskörper von der Hauptmasse der Decke abgetrennt und liegen jetzt als Klippen vor ihr, so etwa bei Braunfels und Steindorf, einem Ortsteil von Wetzlar. Die Gesteine innerhalb der Decke sind stellenweise eng gefaltet und von Scherzonen und Störungen durchzogen.

## Erforschungsgeschichte
Wegen der von der Umgebung abweichenden Gießener Grauwacken wurden diese seit der Aufnahme systematischer geologischer Kartierung von einigen Geologen als ortsfremde geologische Einheit interpretiert, so etwa 1927 von dem in Leipzig wirkenden Geologieprofessor Franz Kossmat. Ihr besonderer Charakter wurde auch von anderen Geologen beschrieben, die in diesem Gebiet ihre Forschungen betrieben, allen voran Johannes Ahlburg und Wilhelm Kegel in der ersten Hälfte des 20. Jahrhunderts. Diese deuteten die Abweichungen als das Produkt von schmalen, unterschiedlich ausgebildeten Ablagerungsräumen, die unmittelbar nebeneinander lagen. Zahlreiche Untersuchungen beschäftigten sich seitdem mit unterschiedlichen Einzelfragen. Dabei trat die Deutung der Einheit als tektonische Decke zurück hinter die Auffassung, bei den Gießener Grauwacken handele es sich um einen speziellen, doch im Wesentlichen im Zusammenhang der umgebenden Einheiten gebliebenen Ablagerungsraum.
Diskussionen über die Natur der Gießener Grauwacken wurden nach 1980 wieder lebhafter durch verschiedene zusammenfassende wissenschaftliche Aufsätze, nachdem jüngere geologische Untersuchungen die Theorie einer ortsfremden Herkunft mit neuen Ergebnissen unterstützten. Obwohl zahlreiche Einzelheiten wegen der schlechten Aufschlüsse und der komplizierten geologischen Verhältnisse bislang nicht geklärt sind, hat sich die Auffassung als tektonische Decke für diese geologische Einheit mittlerweile etabliert. Dem folgt auch die Darstellung in amtlichen Karten: „Da die Giessener Grauwacke im Hangenden gleichalter aber faziell unterschiedlicher pelagischer Gesteine lagert, wird sie als Erosionsrest einer aus südlicher Richtung überschobenen Decke interpretiert.“
Mit Bezug auf die Gießener Decke wird auch für weitere Teile des südöstlichen Rheinischen Schiefergebirges sowie die mit ihnen in Verbindung gebrachten Einheiten des südlichen Kellerwalds und des Harzes eine ortsfremde Herkunft angenommen. Von der Gießener Decke abgesetzt werden dabei die nordwestlich im Gladenbacher Bergland gelegenen allochthonen Einheiten geringerer Ausdehnung – die Steinhorn- bzw. Lohra-Decke als Teile der Frankenbach-Verschuppungszone – sowie die langgestreckte Hörre-Decke, die durch Abwesenheit vulkanischer Gesteine gekennzeichnet sind. Aufgrund des Verteilungsmusters der datierten Zirkon-Alter in ihren Sedimenten wird auch diesen Einheiten nach dem bevorzugten plattentektonischen Modell ein Armorica-Terran zugeordnet, beziehungsweise ein Gondwana zugehöriges Hinterland vor der Kollision mit Laurussia.